# Hikaru Shimizu
Hikaru Shimizu (清水 光 Shimizu Hikaru?), född 16 juli 1996 i Kanagawa prefektur, är en japansk fotbollsspelare.
Shimizu började sin karriär 2019 i Azul Claro Numazu. Han spelade 6 ligamatcher för klubben.